# Иртек (приток Урала)
Ирте́к — река в России, протекает в Оренбургской области. Правый приток Урала.

## Описание
Длина реки 134 км, площадь водосборного бассейна 2630 км². Исток в Новосергиевском районе на возвышенности Меловой Сырт в 6-6,5 км к северо-востоку от села Старая Белогорка. Общее направление течения — юго-западное. Среднее и нижнее течение проходит в Ташлинском районе. Впадает в Урал по правому берегу в 981 км от его устья (на границе с Казахстаном).
Русло извилистое и изменчивое, образует множество рукавов и стариц. Имеются пруды в верхнем течении.
Бассейн находится в степной зоне. В верховьях бассейна на поверхность выходят меловые обнажения. У истока ведётся добыча нефти (Загорское месторождение).
Гидроним возводят к казахскому ирек — «зигзаг; извилина».
Населённые пункты
Протекает вдоль сёл и посёлков Варшавка (Новосергиевский р-н), Заречное, Придолинный, Солнечный, Вязовое, Чернышовка, Шумаево, Трудовое, Луговое, Болдырево, Иртек (все — Ташлинский р-н).
Крупнейшие населённые пункты всего бассейна: Ташла, Степной, Калинин (все — Ташлинский р-н).

## Основные притоки
(от устья, в скобках указана длина в км)
- ?? км пр: Кузьминка
- 46 км пр: Ташелка (50)
- 62 км пр: Прокуронка (14)
- 71 км пр: Кривой Вязовой (13)
- 101 км лв: Мокрая Елшанка (10)
- 110 км пр: Грязнуха (12)

## Данные водного реестра
По данным государственного водного реестра России относится к Уральскому бассейновому округу, водохозяйственный участок реки — российская часть бассейна реки Урал ниже впадения в него реки Сакмара без реки Илек. Речной бассейн реки — Урал (российская часть бассейна).
Код объекта в государственном водном реестре — 12010001012112200009911.